# König der Franzosen

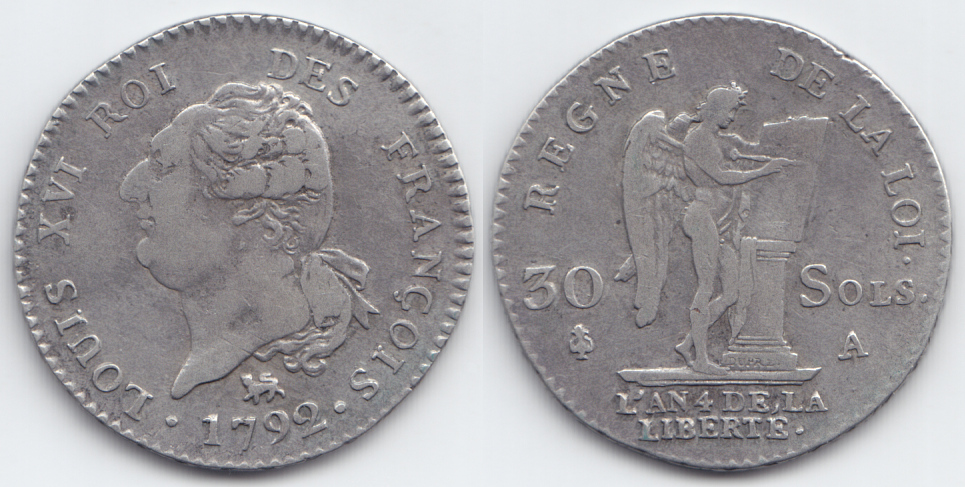
30-Sous-Münze, 1792, mit der Aufschrift LOUIS XVI ROI DES FRANÇOIS auf der Vorderseite.

Der Titel König der Franzosen (Roi des Français) war ein während der französischen Revolution von der Nationalversammlung erschaffener Titel für Ludwig XVI., der aus politischen und ideologischen Gründen den Titel König von Frankreich bzw. König von Frankreich und Navarra ersetzte.
Der Titel des Königs der Franzosen erinnert an den des Königs der Franken (lateinisch: rex francorum), der die offizielle lateinische Titulatur der Könige von Frankreich war, bevor die Titulatur des rex franciae (König von Frankreich, auf Französisch Roi de France) angenommen wurde. Die Übertragung des Titels des Königs von Frankreich auf den des Königs der Franzosen manifestiert die Übertragung der Souveränität des erblichen Monarchen, der nun nicht mehr König von Gottes Gnaden ist, sondern vom Volk verliehen wird (Volkssouveränität). Maßgeblich war es der Abgeordnete der Nationalversammlung Guy-Jean-Baptiste Target der dies ausgearbeitet hatte.
Nur zwei französische Monarchen trugen diesen Titel:
- Ludwig XVI. Vom 6. November 1789 bis 14. September 1791 nach der Entscheidung Nr. 2 vom 10. Oktober 1789 (die durch ein Dekret vom 8. November 1789 formalisiert wurde). Der neue Titel wurde in Artikel 2 des Kapitels II der Verfassung von 1791 als offizieller Titel des Königs festgesetzt.

- Louis-Philippe I. in den Jahren zwischen 1830 und 1848 unter der Julimonarchie. Der neue Titel erschien in der Proklamation der Abgeordnetenkammer vom 7. August 1830 und wurde am 9. August von Louis-Philippe angenommen.